# Margaret Brown
Margaret Tobin Brown (leginkább Maggie Brown vagy Molly Brown néven ismert) (Hannibal, Missouri, 1867. július 18. – New York, 1932. október 26.) amerikai emberjogi aktivista és szüfrazsett, aki túlélte a Titanic elsüllyedését. Mai napig gyakran illetik az "elsüllyeszthetetlen Molly Brown" névvel.

## Élete

### Fiatalkora
Margaret Tobin a missouribeli Hannibalben született, ír immigránsok (John Tobin és Johanna Collins) 6 gyermekes családjába. 18 évesen coloradoi Leadville-be költözött testvérével, ahol egy áruházban kapott állást. Itt találkozott férjével, James Joseph Brownnal, akivel 1886-ban házasodtak össze. Margaret mindig úgy tervezte, hogy gazdag férfi lesz a férje, de inkább szerelméhez a vállalkozó kedvű férfihoz ment feleségül.
Szintén Leadville-ben történt, hogy először tett a nők jogaiért, segített a National American Women’s Suffrage Association Coloradói részének megalapításában, ingyenkonyhákon dolgozott, hogy segítse a bányász családokat. Férje révén a család nagy vagyonra tett szert és férje részvényes lett egy bányászvállalatban.
1894-ben a család Denverbe költözött, ezzel a család még több lehetőséghez jutott. Margaret a Denver Woman’s Club tagja lett. A szervezet főleg azért küzdött, hogy a nők életét javítsák a tanítással és a jogok kiterjesztésével. 1901-ben Margaret lett a New York-i Carnegie Institute első női diákja. Megismerte a művészeteket és tökéletesen megtanult oroszul, németül és franciául.
1909-ben elvált férjétől, de utána is tartották a kapcsolatot egészen a férfi 1922-ben bekövetkezett haláláig. Házasságukból 2 gyermek született: Lawrence Palmer Brown (született: 1887. augusztus 30., Hannibalban – 1949) és Catherine Ellen Brown (Helen) (Leadvilleben, 1889. július 1. – 1969).

### A Titanicon
Margaret éppen egy európai körutazáson volt lányával, Helennel, amikor megtudta, hogy első unokája, Lawrence megbetegedett. Azonnal jegyet foglalt az első hajóra, ami az USA felé tartott. A Titanic fedélzetére Cherbourgban lépett, lánya azonban nem tartott vele. Mivel ilyen gyorsan döntött az utazás mellett, nagyon kevesen tudták, hogy a hajón van. Amikor a Titanic nekiütközött a jéghegynek és süllyedni kezdett, sokakat segített be a mentőcsónakokba, mielőtt ő maga beszállt volna.
Mikor már a vízen voltak, a 6. csónakban lévő többi asszonnyal evezni kezdett, és megpróbálták tartani egymásban a lelket, valamint elűzni azt vészjósló hangulatot, amit a kétségbeesett Robert Hichens keltett. A hölgyek – élükön Mrs. Brownnal – vissza akartak térni a katasztrófa színhelyére emberi életek megmentésének reményében, de minden kérlelést a csónakparancsnok elutasított, pedig a távolból tisztán hallották a szívhez szóló könyörgéseket.
A Carpathia fedélzetére érve megalapította a Survivor's Committee-t („túlélők bizottsága”), egy bizottságot annak biztosítására, hogy a kevésbé szerencsés és gazdag túlélőket is tisztességes elbánásban részesítse a White Star Line társaság. Ennek a bizottságnak ő lett az elnöke, és mire elérték New Yorkot, majdnem 10 000 dollárt gyűjtött össze a túlélők támogatására. Nyelvtudását is felhasználta segítségnyújtásra, segített megkeresni családtagokat, barátokat, orvosokat és segített a különböző nyelvű emberek megértetésében.

### Későbbi élete
1912. május 18-án Survivor's Committee elnökeként ő akasztotta Rostron kapitány és legénysége nyakába azokat az érmeket, amelyeket feliratuk szerint: "az 1912. április 15-én tanúsított lovagias és hősies szolgálataik elismeréséül az SS Titanic túlélőitől" kaptak.
Később közreműködött a Titanic emlékmű felállításában Washingtonban, meglátogatta és megkoszorúzta a halifaxi sírokat és folytatta a Survivor's Committee működését.
A Titanic-kal szerzett hírnevét arra használta, hogy az őt igazán érdeklő ügyekről beszélhessen: a nők és munkások jogairól, valamint a gyerekek taníttatásáról.
Az első világháború alatt a American Committee for Devastated France tagjaként segített a frontvonal mögötti részek újjáépítésében és a megsebesített katonáknak is segített (Blérancourt kastélyában emléktábla állít neki emléket). 1932-ben French Legion of Honor díjjal tüntették ki Nemzetek feletti jó állampolgárságáért (overall goog citizenship), ami magában foglalja a Titanic túlélőjének segítését alapítványokkal, a denveri bíróságon Ben Lindey-jel folytatott munkáját és az I. világháború alatti tevékenységét.
Későbbi éveiben visszatért régi kedvenc témájához, a drámához, és Párizsban tanult.
Margaret Brown 1932. október 26-án halt meg agytumor következtében, a Barbizon Hotelben. Egyszerű temetési szertartása után férje mellé temették a Long Island-i Holy Rood Temetőbe.

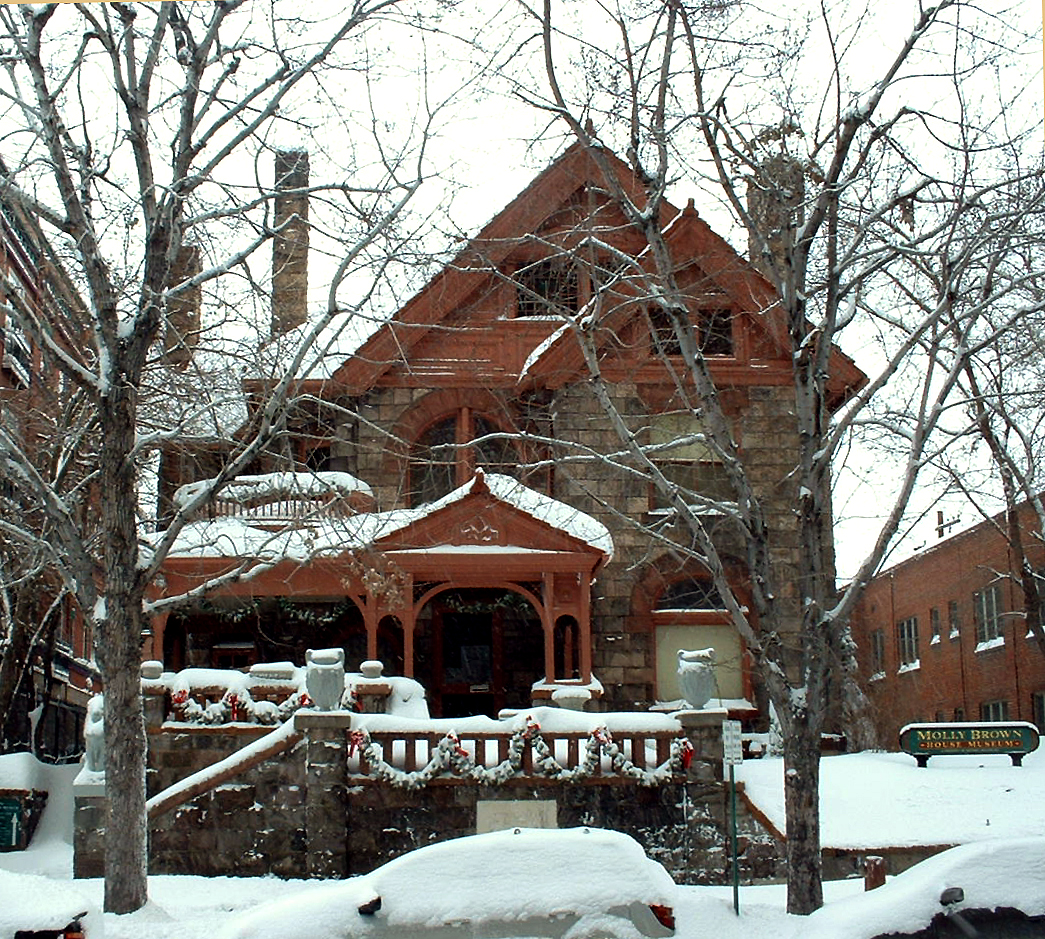
A denveri ház, ami ma múzeumként működik

A legendákkal ellentétben nem közösítette ki sem családja, sem a felsőbb körök. Beceneve, a Molly is hollywood-i kitaláció, senki sem szólította így életében. Az egész egy denveri újságíró, Gene Flower történetével kezdődött, aki cikket írt róla, majd egy szenzációhajhász író, Carolyn Bancroft jelentett meg egy nagyrészt kitalált cikket egy romantikus magazinban, amiből könyv született. Ebből később egy broodway-i darab született, az Elsüllyeszthetetlen Molly Brown ("The Unsinkable Molly Brown") címmel, amiből később a Debbie Reynolds főszereplésével film készült.

## Emléke
- Az elsüllyeszthetelen Molly Brown - musical (1960)
- a Gemini–3 hívókódja Molly Brown volt (a musical után)
- első teljes életrajza 1999 júniusában jelent meg.
- az 1997-es Cameron-féle Titanic filmben Margaret Brown megformálója Kathy Bates volt.
- denveri házuk (1340 Pennsylvania Street) ma múzeumként működik, bemutatva Mrs. Brown életét 1894 és 1912 között.